# Вестендорф (Шмуттер)
Вестендорф (нім. Westendorf) — громада в Німеччині, знаходиться в землі Баварія. Підпорядковується адміністративному округу Швабія. Входить до складу району Аугсбург. Складова частина об'єднання громад Нордендорф.
Площа — 6,32 км2. Населення становить 1688 ос. (станом на 31 грудня 2020).

## Галерея

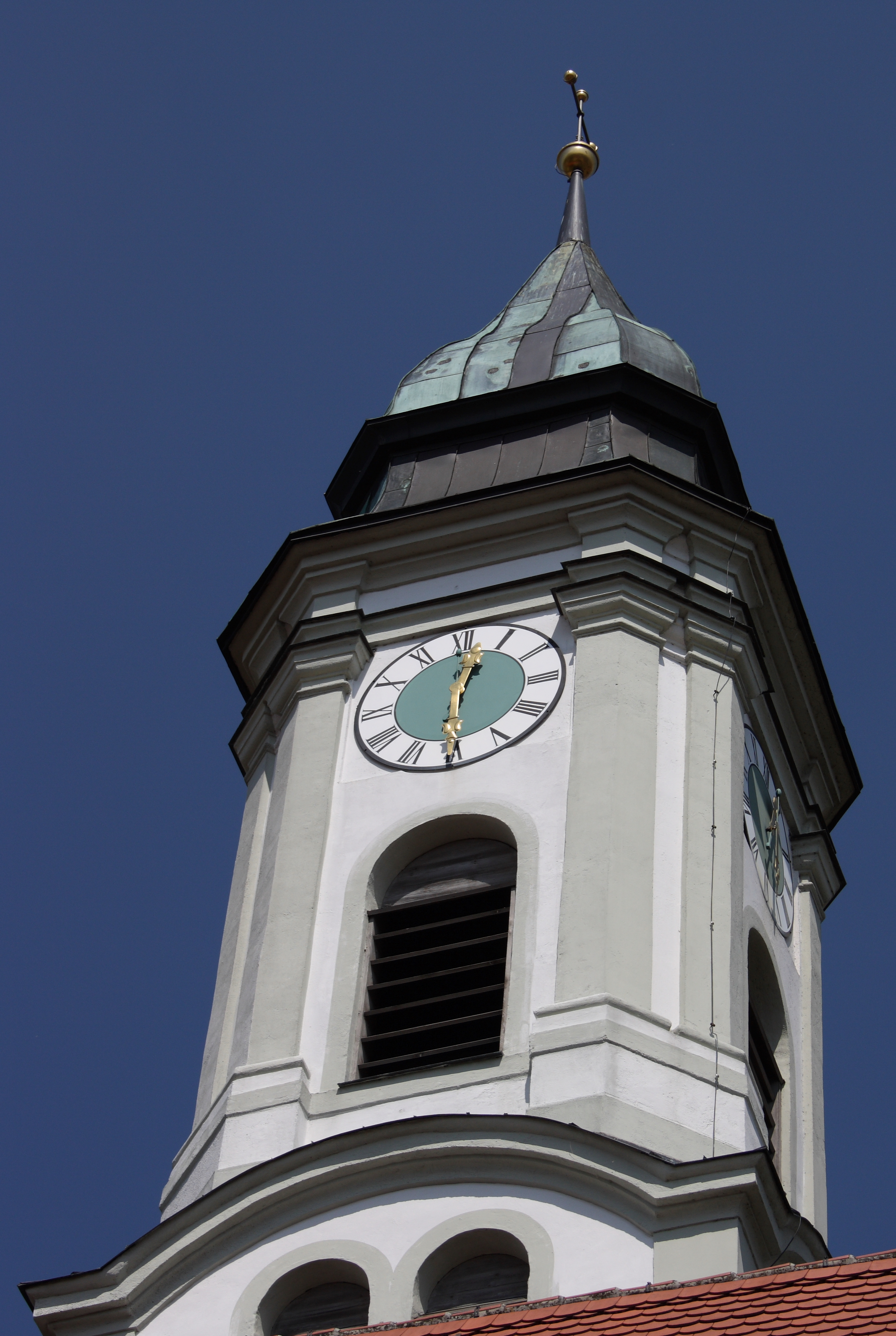